# Batalla del espinazo del diablo
La Batalla del Espinazo del Diablo tuvo lugar el 1 de enero de 1865. 800 franceses se abren paso a través de los desfiladeros mientras los guerrilleros del general Corona intentan contenerlos desbordando sobre ellos grandes rocas desde las alturas. Finalmente tras 4 horas de combate se apoderan de una posición clave y ganan la batalla.

## Antecedentes
Por medio de sus exploradores el general Corona se entera de que alrededor de 800 franceses se dirigen desde Durango para capturarlo así que decide esperarlos en una zona de difícil acceso conocida como el espinazo del diablo. Ahí construye fortificaciones y parapetos de forma muy apresurada. A pesar de contar con la ventaja de la posición, tenía menos hombres y estaban muy pobremente armados. Los soldados mexicanos estaban enterados de la victoria que hace pocos días se había obtenido en la Batalla de San Pedro así que estaban muy motivados a pesar de todo.

## Batalla
El general mexicano ordenó al coronel José María Gutiérrez ocupara la línea derecha del camino por donde debían pasar los franceses, advirtiéndole que por lo quebrado y difícil del terreno, como por la distancia y falta de reserva, no esperara ninguna ayuda, y cuando ya no pudiera resistir, se retirara a la cuesta de Huamúchil colocando una bandera que sirviese de contraseña sobre un árbol que le indicó. El coronel Canales se colocó en el centro del camino, el teniente coronel Saavedra en la izquierda mientras el general Corona se coloca en un punto que dominaba la posición, mientras un parapeto a la derecha estaba a cargo del capitán Calixto Mariles.
Una guerrilla de 25 hombres al mando de Teófilo Noriega disparaba sobre los franceses mientras cruzaban por una pequeña cañada. Divididos en tres columnas, los franceses se lanzaron sobre las fortificaciones. El jefe francés iba en la retaguardia con una columna de reserva y la artillería. Después de tres horas de combate general, la columna central francesa fue derrotada mientras que la de la izquierda logró flanquear los parapetos. Corona fue con el capitán Lúcas Alemán a reforzar a Saavedra mientras encargó al alférez Manuel Martínez que desde su lugar observara todo lo que pasara y se lo comunicara, tras lo cual marchó a cubrir a Saavedra. Corona hizo que con palancas les arrojaran grandes rocas al enemigo mientras intentaban rodear la posición. La defensa iba tan bien dirigida que todos los que intentaban pasar se despeñaban. Corona volvió al cuartel general pero tuvo que regresar rápidamente al enterarse de que Alemán había huido. Al mismo tiempo, la fuerza de Gutiérrez también se retiraba. Saavedra tuvo que retirarse hacia el mineral de los metates. Con todo perdido, Corona no tuvo más remedio que salvarse cubriéndose entre las rocas de una barranca mientras los franceses, ya dueños de la posición, le disparaban desde las alturas.